# مارك بيكوف
مارك بيكوف (مواليد 6 سبتمبر 1945) (بالإنجليزية: Marc Bekoff)‏ أستاذ فخري في علم البيئة والبيولوجيا التطورية في جامعة كولورادو بولدر. زميل جمعية سلوك الحيوان وزميل سابق في غوغنهايم. يحاضر دوليًا حول سلوك الحيوان، وعلم الأخلاقيات المعرفية (دراسة عقول الحيوانات)، وعلم البيئة السلوكي، ويكتب عمودًا علميًا عن عاطفة الحيوان في علم النفس اليوم. وهو المؤسس المشارك، مع جين جودل، لعلم السلوك الحيواني من أجل المعاملة الأخلاقية للحيوانات، وهو من دعاة حركة الحفظ الوجدانية.
بيكوف هو نباتي الميول. وهو أيضًا أحد رعاة جمعية حماية الحيوانات الأسيرة، وهي حملة خيرية ضد تجارة الحيوانات الأليفة الغريبة، واستخدام الحيوانات غير البشرية في السيرك وحدائق الحيوان. في مايو 2010، نشر في مركز بحث (Greater Good Science Center) مقالا له بعنوان: «توسيع بصمتنا الوجدانية»، دعا فيه إلى أن البشر بحاجة إلى التخلي عن فكرة مركزية الإنسان: «البحوث حول أخلاق الحيوان تزدهر، وإذا استطعنا التحرر من التحيزات النظرية، فإنه يمكننا بذلك فهم أنفسنا بشكل أفضل والحيوانات الأخرى التي نتشارك معها هذا الكوكب.»

## روابط خارجية
- مارك بيكوف على موقع IMDb (الإنجليزية)